# منتخب طاجيكستان لكرة اليد للسيدات
منتخب طاجيكستان لكرة اليد للسيدات هو ممثل طاجيكستان الرسمي في المنافسات الدولية في كرة اليد للسيدات.